# Tondiraba
Tondiraba is een subdistrict of wijk (Estisch: asum) in het stadsdistrict Lasnamäe in Tallinn, de hoofdstad van Estland. De wijk telde 353 inwoners op 1 januari 2020. De wijk grenst vanaf het noorden met de wijzers van de klok mee aan de wijken Katleri, Kuristiku, Mustakivi, Väo, Sõjamäe, Laagna en Loopealse.

## Bevolking

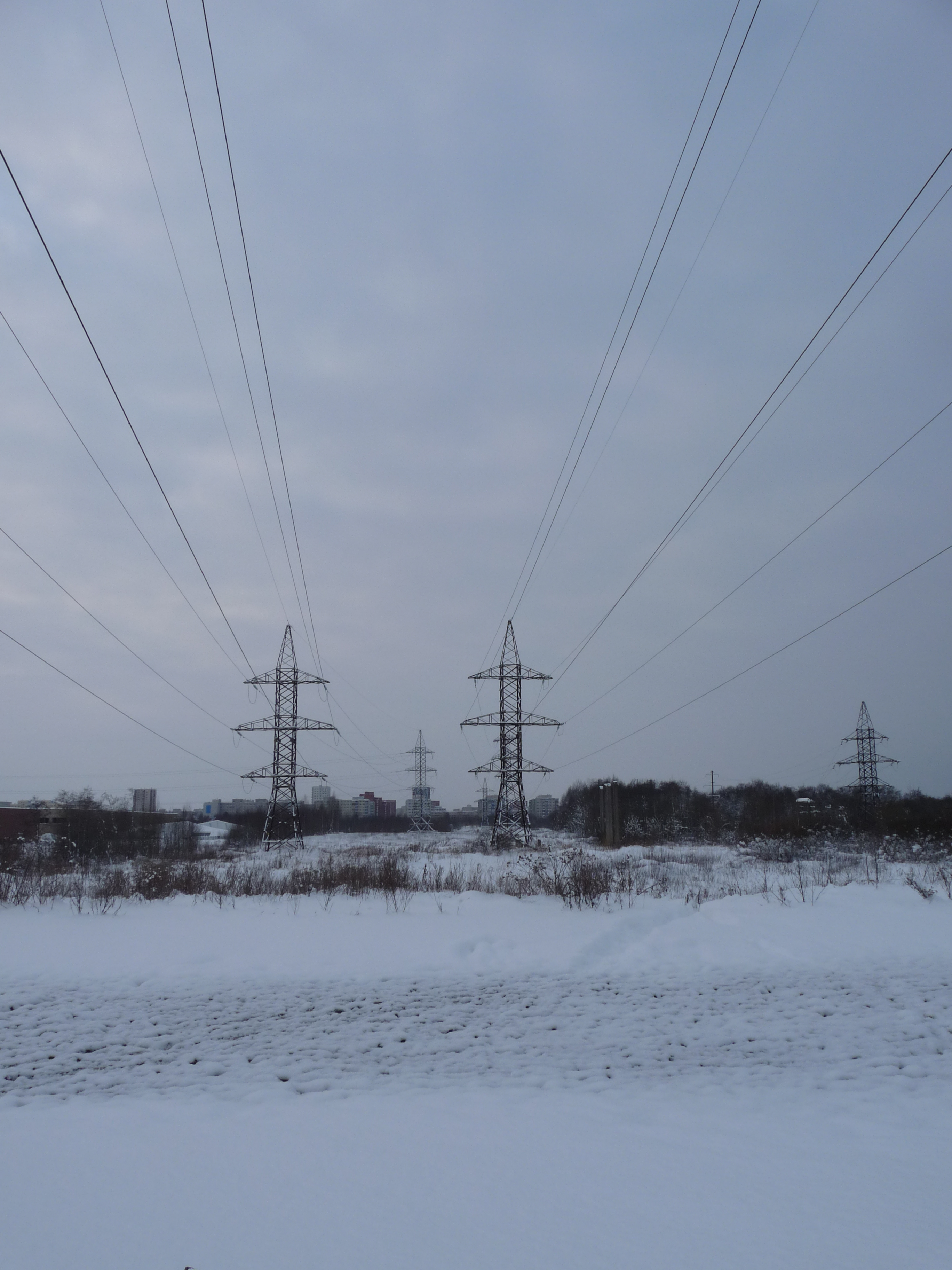
Hoogspanningsleiding door Tondiraba (in de winter)

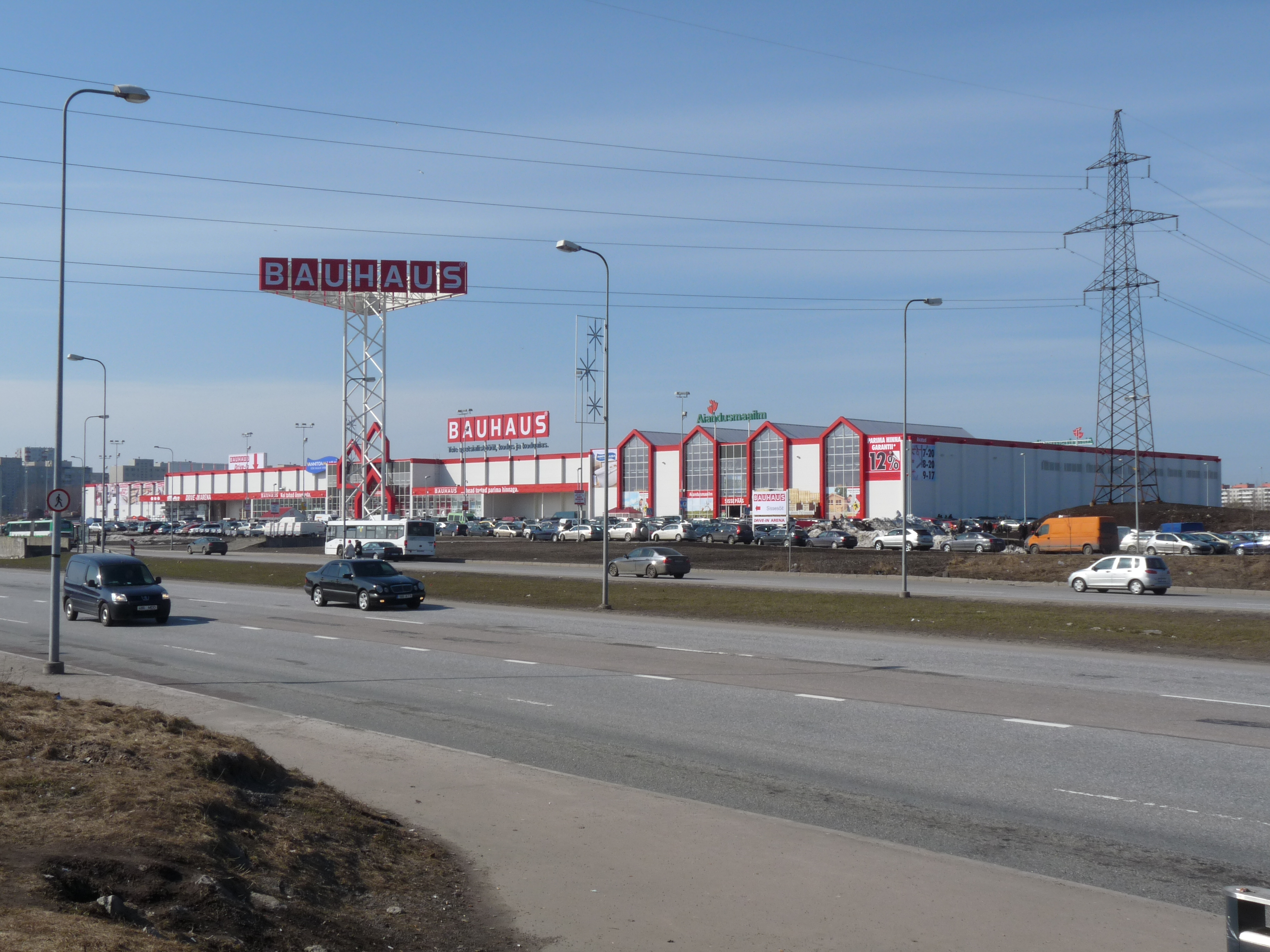
Doe-het-zelfwinkel Bauhaus

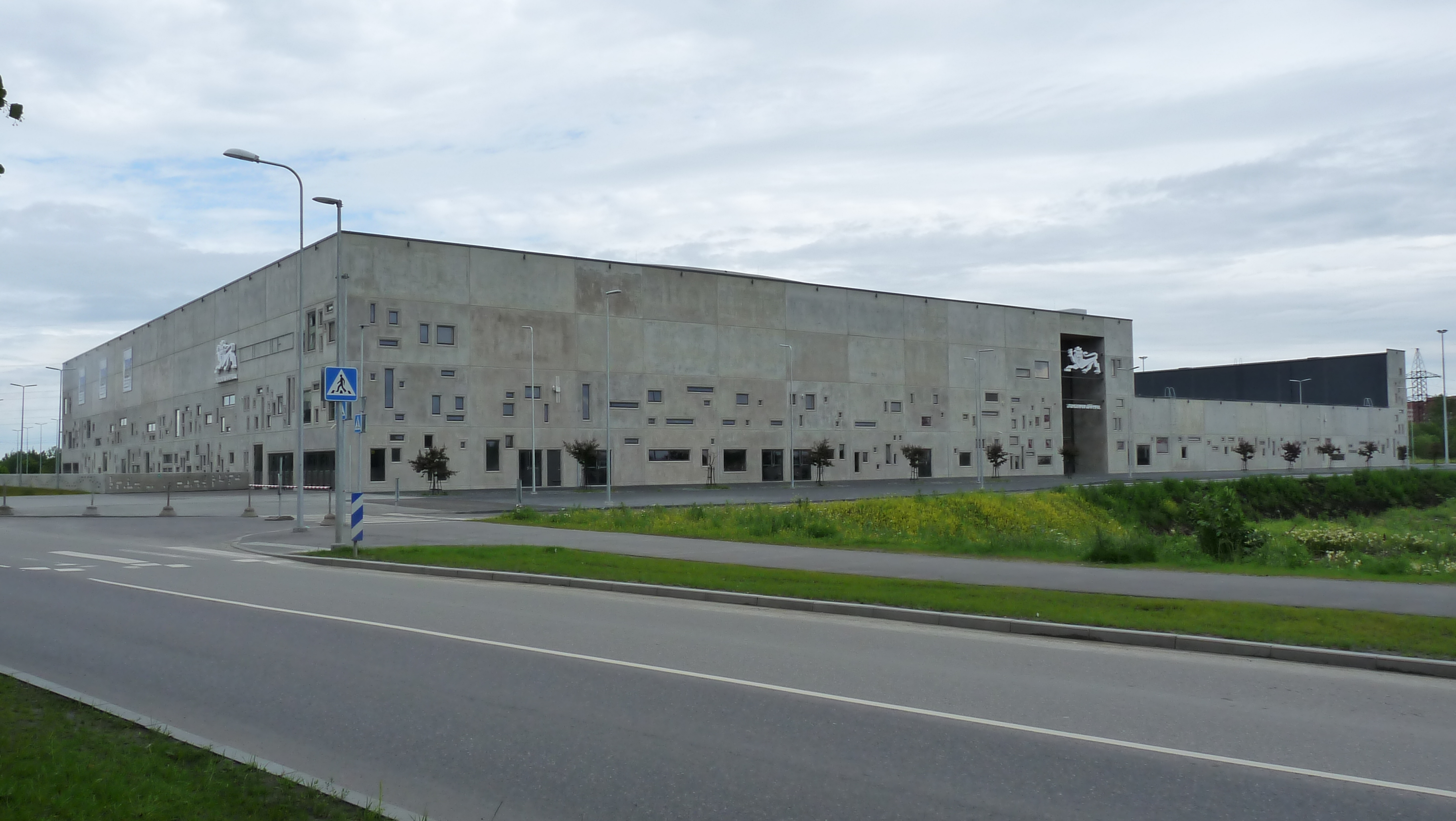
De indoor ijsbaan

Tondiraba is vooral industriegebied. Jarenlang woonden er vrijwel geen mensen, tussen 2015 en 2018 zelfs niemand. In 2017 begon Tallinn met de bouw van enkele appartementencomplexen in de wijk. Sindsdien groeit de bevolking, zoals het volgende staatje laat zien:
| Jaar            | 2008 | 2010 | 2011 | 2012 | 2013 | 2014 | 2015 | 2016 | 2017 | 2018 | 2019 | 2020 |
| --------------- | ---- | ---- | ---- | ---- | ---- | ---- | ---- | ---- | ---- | ---- | ---- | ---- |
| Aantal inwoners | 18   | 9    | 8    | 9    | 7    | 4    | 0    | 0    | 0    | 3    | 193  | 353  |

## Bijzonderheden
Lasnamäe bestaat uit twee delen. De wijken ten noorden van de Peterburi tee, de weg die aansluit op de Põhimaantee 1, de hoofdweg van Tallinn naar Narva, zijn woongebied. De wijken ten zuiden daarvan zijn industrieterrein. Tondiraba is de uitzondering. Hoewel de wijk ten noorden van de Peterburi tee ligt (die vormt de zuidgrens), is ze voornamelijk industrieterrein.
De wijk is genoemd naar het Tondi raba, een moerasgebied in het noorden van de wijk, dat doorloopt in de aangrenzende wijk Katleri. De naam zou ‘Duivelsmoeras’ kunnen betekenen, maar het is waarschijnlijker dat ‘Tondi’ is afgeleid van de naam van de Tallinnse koopman, raadsheer en burgemeester Jobst Dunte (1569-1615). Die heeft ook zijn naam gegeven aan de wijk Tondi, 8,5 km ten zuidoosten van Tondiraba.
In 1983 zijn in het moeras sporen van een meteorietinslag gevonden, die zo’n 10.000 jaar eerder moet hebben plaatsgehad. De Tähesaju tee (‘Sterrenregenweg’) ontleent zijn naam aan deze gebeurtenis.
In Tondiraba zijn een badmintonhal, de bouwmarkt Bauhaus en de elektronicafabriek Estel gevestigd. In 2014 kwam Tondiraba jäähall gereed, een indoor ijsbaan, die ook gebruikt wordt voor andere sporten, zoals volleybal en handbal, en voor concerten. Het Europees kampioenschap curling van 2018 is hier gespeeld.

## Vervoer
Grote wegen die door de wijk komen, zijn de Tähesaju tee, de Laagna tee, de Punane tänav en de Osmussaare tee. De Peterburi tee vormt de grens met Sõjamäe en Väo, de Varraku tänav met Laagna en de Mustakivi tee met Mustakivi.
Door Tondiraba lopen een paar buslijnen.